# Paul Pötschke
Paul Pötschke (ur. 13 grudnia 1888 w Halle, data śmierci nieznana) – zbrodniarz nazistowski, kapo w niemieckim obozie koncentracyjnym Buchenwald.
Więzień funkcyjny w Buchenwaldzie od 1938 do 1942. Maltretował więźniów, przynajmniej raz ze skutkiem śmiertelnym. 2 stycznia 1950 wschodnioniemiecki sąd w Halle skazał go za wyżej wymienione zbrodnie na dożywotnie pozbawienie wolności. Wyrok zatwierdził 14 czerwca 1950 sąd apelacyjny.